# Harald Skjønsberg
Harald Skjønsberg född 6 april 1952 i Oslo, är en norsk lärare och författare, bosatt i Bærum.
Han är utbildad lektor i historia, och har arbetat som lärare och som rektor vid Solvang skole i Asker.
Han debuterade 1982 med kriminalromanen Ingenting ruster, som han skrev tillsammans med Stein Erik Lunde. De två skrev ytterligare en kriminalroman innan han gjorde sin debut som ensam författare med I det mørke lyset 1987. Från 1991 skrev han flera lättlästa berättelser för barn och ungdom med teman från den närliggande historien: smugglartiden och ockupationen. Han har skrivit två historieverk för ungdomsskolan - 1997 och 2006-08, och har sedan 2003 skrivit flera historiska faktaböcker för barn och ungdom. Han fick Kultur- och kyrkodepartementets priser för barn- och ungdomslitteratur 2004 för 1814: det frie Norges fødselsår.
Han har också skrivit sakprosa för vuxna - om skolan och varit litteraturkritiker i Dagbladet och morgonkåsör i NRK P2.